# Reinhold Wynands
Reinhold Wynands (* 1957) aus Aachen ist ein deutscher Skatspieler und war 1988 Skatweltmeister des Skatweltverbandes International Skat Players Association (ISPA).
Bei der 6. Skat-Weltmeisterschaft 1988 in Grächen/Schweiz wurde Wynands Weltmeister in der Einzelwertung und errang darüber hinaus mit seiner Mannschaft „Herz Dame Aachen“ noch den Weltmeistertitel in der Mannschaftswertung. Im Jahr 2000 gelang ihm bei der Skat-Weltmeisterschaft in Magalluf auf Mallorca erneut eine Spitzenleistung und er erreichte sowohl in der Einzelwertung als auch wiederum mit der Mannschaft den zweiten Platz. Ebenfalls Vizeweltmeister wurde Wynands mit der deutschen Nationalmannschaft in der Nationenwertung bei der WM 2002 in Grömitz.
Der Mitarbeiter des Ordnungsamtes der Stadt Aachen spielt schon seit seiner Jugendzeit Skat und startete anfangs für den „Skatclub Herz-As“ Kohlscheid. 1977 wurde Wynands in Heidenheim an der Brenz als 20-Jähriger erstmals Deutscher Jugend-Skatmeister mit 5.015 Punkten, nachdem er ein Jahr zuvor bereits den dritten Platz gewonnen hatte. Bei den Deutschen Meisterschaften 2002 in Potsdam errang er schließlich in der Herren-Einzelwertung den Ersten Platz mit 8.234 Punkten.